# 柴田昌弘
柴田 昌弘（しばた まさひろ、1949年12月26日 - ）は、日本の元漫画家。
妻は漫画家の市川ジュン。2015年より京都精華大学ストーリーマンガコース教員。

## 概要
三重県松阪市出身。成蹊大学卒業。
「別冊マーガレット」（集英社）1973年6月号に掲載された「白薔薇の散る海」でデビュー（投稿3作目）。投稿時代より鈴木光明主宰の「三日月会」に入会した縁で仲間となった和田慎二のアシスタントをデビュー後に一時期務める。少女漫画にメカニックやハードなSF・サスペンスの要素を大いに取り込み、人気を博した。少年漫画を経て、青年漫画を中心に活動していた。代表作に『紅い牙 ブルーソネット』など。
浅香晶原作の「スーパー★ノバ」シリーズなどライトノベルの挿絵も複数担当している。
フォア・ナインから発売されたアダルトゲーム『リリス』ではキャラクターデザインを担当している。
「サライ」の長期連載完結を迎え、公式サイトにて今後の予定を発表。以下本人言
2008年5月6日、公式サイト閉鎖。少年画報社「ヤングキング」誌での『サライ』がプロ漫画家としての最後の連載作品となった。
2009年6月30日発行の菊地秀行・著『ミーくんの番長日記』のイラストを担当。その後漫画家を引退。

## 作風
主に超能力、メカニックなどのSF漫画を手がける。長編作品においては、超人的な能力を持つ十代半ばの少年少女が世界の命運をかけて戦うといったストーリーが多く見られ、ヒロインを中心とする女性たちのお色気シーンが頻繁に描かれるのも特徴。

## 作品リスト
- 紅い牙シリーズ
  - 狼少女ラン - 『別冊マーガレット』（1975年8月号）
    - みどりの少年—青木ガ原心中— → 青木ガ原心中[2] - 『別冊マーガレット』（1976年夏休み大増刊号、蘭の親友・桂木麗子を主人公にした伝奇ロマン。）

  - 鳥たちの午後 - 『別冊マーガレット』（1977年7月号）
  - さよなら雪うさぎ - 『デラックスマーガレット』（1978年冬の号）
  - タロン・闇に舞うタカ - 『別冊マーガレット』（1978年3月号）
  - コンクリート・パニック - 『花とゆめ』（1981年1号 - 2号）
  - ハトの旋律 - 『花とゆめ』（1981年4号 - 5号）
  - ブルー・ソネット - 『花とゆめ』（1981年 - 1986年）
  - 32シャッフル - 『花とゆめ』（1989年13号）
- 当麻宗三郎シリーズ
  - 宗三郎・見参！ - 『花とゆめ』（1980年15号）
  - 宗三郎・あざみ地獄 - 『花とゆめ』（1981年8号）
  - 宗三郎・狂い咲き - 『花とゆめ』（1981年18号）
  - 宗三郎・五月雨慕情 - 『花とゆめ』（1982年11号）
  - 志筑クン 事情（ワケ）ありの午後[3] - 『別冊花とゆめ』（1982年夏号）
  - 宗三郎・おとこ菖蒲 - 『花とゆめ』（1983年11号）
  - 宗三郎・風のプレッツェル - 『花とゆめ』（1984年11号）

1973年
- 白薔薇の散る海 - 『別冊マーガレット』（1973年6月号）
- 魔法のラケット - 『別冊マーガレット』（1973年11月号）

1975年
- クラッシュ - 『別冊マーガレット』（1975年6月号）
- 黒い珊瑚礁 - 『別冊マーガレット』（1975年10-11月号）
- メデューサ号の秘密 → 貨物船メデューサ号の秘密[4] - 『デラックスマーガレット』（1975年冬の号）

1976年
- 凍った時計 - 『別冊マーガレット』（1976年1月号）
- 雪の紅バラ - 『別冊マーガレット』（1976年2月号）
- ひびわれた明日 - 『別冊マーガレット』（1976年3月号）
- ブレンド・ホット作戦 - 『別冊マーガレット』（1976年4月号）
- 恋人たちの空 - 『別冊マーガレット』（1976年6月号）
- 人形たちは夜にささやく - 『デラックスマーガレット』（1976年秋の号）

1977年
- 大雪山の魔女 - 『別冊マーガレット』（1977年2月号）
- Gパン社長メイ - 『別冊マーガレット』（1977年2月大増刊号）
- クレオパトラ危機一髪 - 『デラックスマーガレット』（1977年夏の号）

1979年
- 樹氷館 - 『デラックスマーガレット』（1975年1月号）
- おれの人魚姫 - 『別冊花とゆめ』（1979年秋の号）
- わが友カロン･冬の魔犬 - 『別冊マーガレット』（1979年２月増刊号）

1980年
- タイタニック'80 - 『花とゆめ』（1980年2号）
- 海底土人8823（パパにいちゃん） → 海底原人8823[5] - 『花とゆめ』（1980年5号）
- 盗まれたハネムーン - 『花とゆめ』（1980年8号）
  - アラジンのランプ（HC216『花とゆめ』コミックス「盗まれたハネムーン」掲載の描き下ろし作品。1980年）
  - 強風地帯（HC216『花とゆめ』コミックス「盗まれたハネムーン」掲載の描きおろし作品。1980年）
- 第3の娘 - 『花とゆめ』（1980年14号）
- 未来都市バラン - 『花とゆめ』（1980年19-20号）
- 成層圏のローレライ- 『花とゆめ』（1980年夏の増刊号）
  - 赤い仔猫は笑わない - 『花とゆめ』（1980年23号、「成層圏のローレライ」続編）
- ひとりぽっちの戦争 - 『少年少女SFマンガ競作大全集』（1980年7号）
- 枯葉の街 - 『少年少女SFマンガ競作大全集』（1980年8号）

1981年
- 村祭りの夜 - 『花とゆめ』（1981年5月増刊号）
- 戦闘兵アトラス - 『花とゆめ』（1981年9月大増刊号）
- ラブ♥シンクロイド - 『少年ジェッツ』（1981年 - 1983年）→『月刊コミコミ』（1983年 - 1986年）
- グリーン・ブラッド - 『少年少女SFマンガ競作大全集』（1981年 - 1982年）→『花とゆめEPO』（1987年 - 1988年）
- 回転扉 - 『デュオ』（1981年創刊号,1983年1月号,1984年1月号）

1982年
- ガレー夢幻航海 - 『リュウ』（1982年1月号）
- フェザータッチオペレーション - 『ウィングス』（1982年 - 1987年）

1983年
- ワフ・ヴァレーの神話　- 『リュウ』（1983年11月号、「ガレー夢幻航海」の美少女クェンティと青年ミンツをメインに氷河期の惑星ペイトラムを描いた作品。）

1984年
- 碧い沈黙 - 『花とゆめEX』（1984年夏の号）
- 冬に還る - 『花とゆめEX』（1984年冬の号）

1985年
- デス・トラップ - 『月刊少年キャプテン』（1985年1月号 - 3月号）
- バースト - 『少年マガジン』『少年マガジンスペシャル』『フレッシュマガジン』（1985年 - 1987年）

1986年
- 仏滅FOCUS - 『月刊コミコミ』（1986年1-2月号）

1987年
- スレッジ - 『月刊コミコミ』（1987年 - 1988年）
- 黄色いウサギ - 『月刊コミコミ』（1987年3月号 - 4月号）
- ハリアー - 『花とゆめ』（1987年11,16,19,20号）

1988年
- ミッシング アイランズ－失われた島－[6] - 『花とゆめEPO』（1988年7月号）
- 闇巡る声－ツクボネ－[7]『花とゆめEPO』（1988年11月号）

1989年
- サイキック・トラベラー - 『花とゆめEPO』（1989年3月号）
- エイプマン - 『ウイングス』（1989年68号 - 73号）
- 冥界人形レヴィ・ドール『ウィングス』（1989年7月号 - 12月号）

1990年
- 斎女伝説クラダルマ - 『ヤングキング』（1990年 - 1996年）
- バージン クルーズ－消えた航跡－ - 『別冊花とゆめ』（1990年夏の号）

1991年
- 魔睡宮 - 『ハロウィン』（1991年 - 1992年）
- 契りの樹 - 『セリエミステリー』（1991年11月号）

1993年
- イズナ - 『少年チャンピオン』（1993年21+22合併号）
- TRANCE - 『COMICライジン』（1993年 - 1994年）→『COMIC快楽天』（1994年 - 1995年）

1997年
- エリカ97 - 『コミックノーラ』（1997年4月号 - 5月号）
- 闇色の柩 - 『PUTAO』（1997年 - 1998年）
- 龍の砦 - 『コミックノーラ』（1997年 - 1998年）→単行本書き下ろし

1998年
- サライ - 『ヤングキング』（1998年 - 2008年）

2005年
- ブラインドホール - 週刊パーゴルフ別冊『コミックビッグゴルフ』（2003年 - 2004年）→最終話書き下ろし

2006年
- 鵺子鳥 - 『ヤングキング』（2006年）

## 関連作品

### 小説挿絵
- サード・コンタクト（小林 一夫 / ソノラマノベルス）
- スーパー★ノバ　シリーズ（浅香晶 / ハヤカワ文庫HB）
- ミーくんの番長日記（菊地秀行 / ISBN 9784022739162）

### ゲーム
- リリス　　(フォア・ナイン　キャラクターデザイン)